# Родригиш, Урбану Тавариш
Урбану Тавариш Родригиш (порт. Urbano Tavares Rodrigues; 6 декабря 1923, Лиссабон — 9 августа 2013, Лиссабон) — португальский писатель, профессор литературы, литературовед, лауреат многих литературных премий.
Жена — португальская писательница Мария Жудит де Карвалью.

## Биография
Родился в Лиссабоне. Детство провел в провинции Алентежу.
Начальную школу посещал в пригороде Лиссабона. После переезда в столицу, он поступил в лицей Камойнша (Liceu Camões), где был однокурсником Луиса Линдли Синтры и Антониу Гонсалвиша, последний был братом будущего премьера Вашку Гонсалвиша.
Он окончил филологический факультет Лиссабонского университета, где изучал романскую филологию. С юности дружил с Мариу Суарешом, хотя их политические взгляды не всегда совпадали.
Родригиш был активистом, находившимся в оппозиции к авторитарному режиму А.Салазара, и это усложняло его работу учителем. Он всегда был связан с Португальской компартией. Некоторое время провел в тюрьме в Кашиаше и долгое время находился на изгнании во Франции.
В Париже Урбану Родригиш познакомился с интеллектуалами 1950-х, в частности с Альбером Камю, с которым подружился. В это время он преподавал португальский во французских университетах Монпелье, Эксу и Сорбонне в Париже.
В начале 1970-х он посетил СССР. Побывал в Санкт-Петербурге, Москве, Казахстане и Узбекистане.
Вернулся в Португалию сразу после Революции Гвоздик 25 апреля 1974 года.
В 1984 получил степень доктора литературы за диссертацию на тему творчества Мануэла Тейшейры Гомиша.
В 1993 году уволился из филфака Лиссабонского университета в статусе действительного профессора.
Родригиш дописывал в разные журналы и газеты как португальские, так и французские, в том числе Bulletin des Études Portugaises, Coloquio-Letras, Jornal de Letras, Vértice и Nouvel Ovservateur. Он был редактором рецензии «Европа» и театральным критиком журналов O Século и Diário de Lisboa. Вместе с Фигейредом Субралом был соучредителем издательского дома Minotauro, публиковавшего одноимённый журнал.
Родригиш являлся членом Лиссабонской академии наук и Академии бразильской литературы. Он получил многочисленные литературные премии, в частности, Премию Рикарду Малейруша, премию Португальского союза литературных критиков, премию «Культурная пресса» и Великую премию Камилу Кастелу Бранку.
Урбану Тавариш Родригиш скончался в госпитале Капуцинов в Лиссабоне 9 августа 2013 года.

## Переводы на русский язык
Таварес Родригес Урбано — "Суррогат счастья", Издательство Художественная литература. 1977г. 398с, твердый переплет.